# کارناوال!
کارناوال! (انگلیسی: Carnival!) یک تئاتر موزیکال است که در اصل توسط دیوید مریک در سال ۱۹۶۱ در تئاتر برادوی با کتاب مایکل استوارت و موسیقی و شعر باب مریل تولید شده‌است. این تئاتر موزیکال براساس فیلم لیلی که در سال ۱۹۵۳ ساخته شده‌است که بازهم براساس داستان کوتاهی نوشته پل گالیکو نوشته شده‌است.